# カステッレット・ドルバ
カステッレット・ドルバ（伊: Castelletto d'Orba）は、イタリア共和国ピエモンテ州アレッサンドリア県にある、人口約1,900人の基礎自治体（コムーネ）。

## 地理

### 位置・広がり
| 隣接するコムーネは以下の通り。 - カプリアータ・ドルバ - レルマ - モンタルデーオ - パローディ・リーグレ - サン・クリストーフォロ - シルヴァーノ・ドルバ |

### 地震分類
イタリアの地震リスク階級 (it) では、3 に分類される
。

## 行政

### 分離集落
カステッレット・ドルバには、以下の分離集落（フラツィオーネ）がある。
- Bozzolina, Campo della lepre, Cazzuli, Crebini, Gallaretta, Passaronda, Ravino, Villaggio dell'olmo